# ريجنالد إتش تومسون
ريجنالد إتش تومسون (بالإنجليزية: Reginald H. Thomson)‏ هو مهندس مدني ومهندس أمريكي، ولد في 1856 في هانوفر في الولايات المتحدة، وتوفي في 7 يناير 1949.